# 山道駅
山道駅（さんどうえき）は、かつて北海道余市郡大江村（現・仁木町）にあった北海道鉄道の駅（廃駅）である。現在の北海道旅客鉄道（JR北海道）函館本線の 銀山駅 - 然別駅間、稲穂トンネル北口から北側に約5.6 kmの位置に存在した。

## 概要
稲穂トンネルの開削工事が難工事であったため、建設資材荷受場として仮設された駅であった。当時の運行本数は、当駅 - 小樽中央（現・小樽駅）間が1日3往復であった。後に稲穂トンネルが開通し、北海道鉄道が小沢駅まで延伸されたことで役目を終え、廃止された。

## 歴史
- 1903年（明治36年）6月28日：北海道鉄道の当駅 - 然別駅間開通[4][新聞 1]に伴い、同線の駅として開設[5]。
- 1904年（明治37年）7月18日：北海道鉄道の小沢 - 当駅間開通[4]に伴い、廃駅[5][新聞 2]。

## 隣の駅
北海道鉄道
北海道鉄道線
山道駅 - 然別駅